# Francisco Casanovas
Pour les articles homonymes, voir Casanovas.
Francisco Casanovas Tallardá, né à Barcelone le 9 octobre 1899 et mort à Murcie le 16 décembre 1986, est un chef d'orchestre, compositeur, professeur, clarinettiste, saxophoniste et flûtiste espagnol.

## Biographie
Il effectue ses études musicales au Conservatorio de Música del Liceo (« conservatoire de musique du Liceu ») de Barcelone et à l'école municipale. Il étudie l'harmonie et la composition avec les maîtres Lamote de Grignon et Morera et se spécialise dans l'étude de la flûte avec le professeur Vila. À l'âge de quinze ans, il fait ses débuts au théâtre du Liceu avec le violoniste Eduard Toldrà et la claveciniste Wanda Landowska dans le 5e concerto brandebourgeois de Jean-Sébastien Bach. En 1919, il devient soliste dans la formation de chambre qui vient d'être créée par Pau Casals après avoir été entendu par le célèbre violoncelliste en personne. En 1924, Casanovas se produit au Théâtre des Champs-Élysées à Paris à l'occasion des Jeux olympiques.
En 1925, il a été sollicité par Eduard Granados, fils du célèbre compositeur Enrique Granados, pour interpréter le célèbre solo de clarinette au début de la Rhapsody in Blue de George Gershwin; c'était la première exécution de cette œuvre en Espagne. En 1930, il va en Inde pour la première fois pour une tournée de concerts avec son orchestre de jazz. Peu de temps après, il est appelé pour devenir directeur du Conservatoire de musique de Calcutta. Son long séjour en Inde durera 27 années. Là, il s'est lié d'amitié avec, entre autres, Mère Teresa de Calcutta, la famille Mountbatten (dernier vice-roi anglais de l'Inde), avec le Pandit Nehru (Premier ministre indien) et le Mahatma Gandhi. Mais, peut-être, celui avec qui il entretenait l'amitié la plus étroite, était avec Mehli Mehta (père de chef d'orchestre Zubin Mehta, dont il a été son professeur de musique), qui avait fondé l'Orchestre Symphonique de Bombay, dont il a été le directeur et le premier violon. La collaboration musicale fructueuse avec Mehli Mehta a culminé en 1952 avec la tournée de concerts du violoniste Yehudi Menuhin en Inde. Ce dernier a joué avec les orchestres de Bombay et de Calcutta dans différentes villes. Mehli Mehta était le premier violon et Francisco Casanovas le chef d'orchestre. Francisco Casanovas a également travaillé en Inde avec le prix Nobel de littérature Rabindranath Tagore; c'est ainsi, alors que le texte de l'hymne de l'Inde est de Tagore, l'harmonisation est de Casanovas. Il a remporté le Premier Prix et Bouton d'or de saxophone (instrument qu'il avait appris en autodidacte à Paris) dans la dernière édition du Concours International d'Interprétation organisée par la maison Columbia à New York en 1948 avec sa composition Guajiras pour saxophone et piano. Il est alors devenu directeur de l'Orchestre de jazz de New York.
Casanovas a définitivement quitté l'Inde en 1956, pour aller en Grande-Bretagne où il est resté quelques années. En 1959, il est retourné à Barcelone, où il a été invité à diriger les meilleurs orchestres de la ville catalane (l'Orchestre de chambre, l'Orchestre symphonique et l'Orchestre symphonique de jazz). Sous sa direction se sont produits des artistes tels que Benno Moiseiwitsch, Yehudi Menuhin, Gaspar Cassadó et Mehli Mehta. Entre 1959 et 1967, il s'est installé à Tarragone où il a dirigé l'orchestre et la Société de musique La Lira Ampostina, et il a créé dans cette ville, l'orchestre de chambre et l'orphéon Ocells de Montsià. Il a écrit, entre autres œuvres, l'hymne de cette Société. Vers 1965, et par un ami commun, le guitariste Narciso Yepes, il a lié amitié avec le chef d'orchestre Igor Markevitch, le premier chef d'orchestre de l'Orchestre symphonique de la radio-télévision espagnole.
Après une étape à Amposta, il est allé à Valence, où il a dirigé l'Orchestre Municipal ; il a également pris de 1967 à 1969, la direction de la bande de musique et de l'Académie de Musique de Unió Musical de Llíria. Le 5 décembre 1969, la société lui a accordé son insigne d'or « pour son travail extraordinaire ».
En 1970, il va à Torrevieja où il occupe le poste de directeur de l'Union musicale de Torrevieja et de son académie de musique. Durant plus de douze ans, il y a formé des générations de musiciens, dont beaucoup occupent maintenant des postes importants. Il est mort le 16 décembre 1986 à Murcia.

## Œuvres
- Obertura sobre temas indios, Ouverture sur des thèmes indiens
- Ellen´s vision, Legend, Perfume oriental y Rapsodia céltica, poème symphonique
- Cronológica, symphonie en ré
- Concerto en ré majeur pour flûte et orchestre
- Rhapsodie pour violon et orchestre à cordes
- Concierto fugal en la mineur pour orchestre
- La gata i el belitre, dédié à Narciso Yepes